# محل کنگره حزب رایش

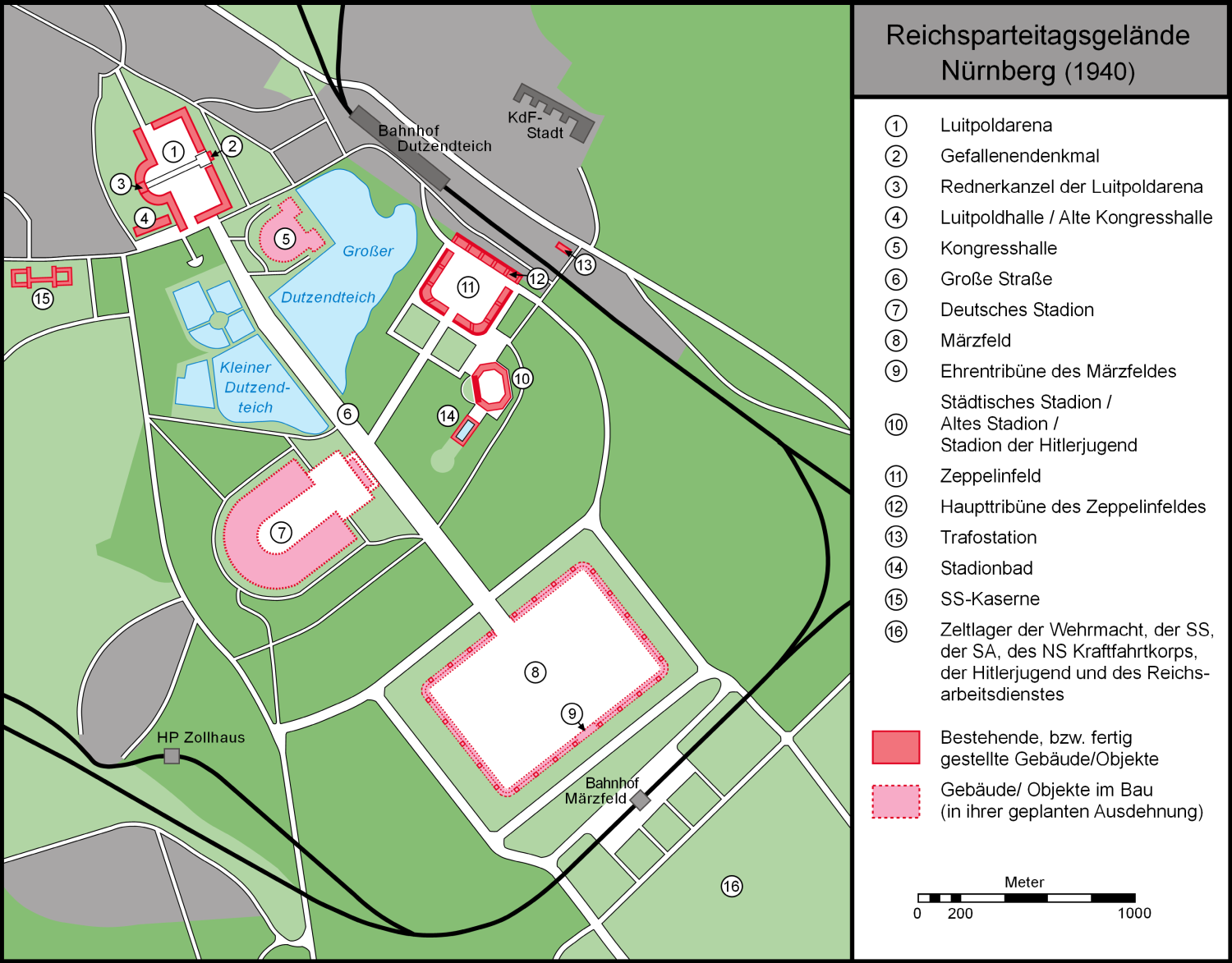
محل کنگره حزب رایش ۱۹۴۰

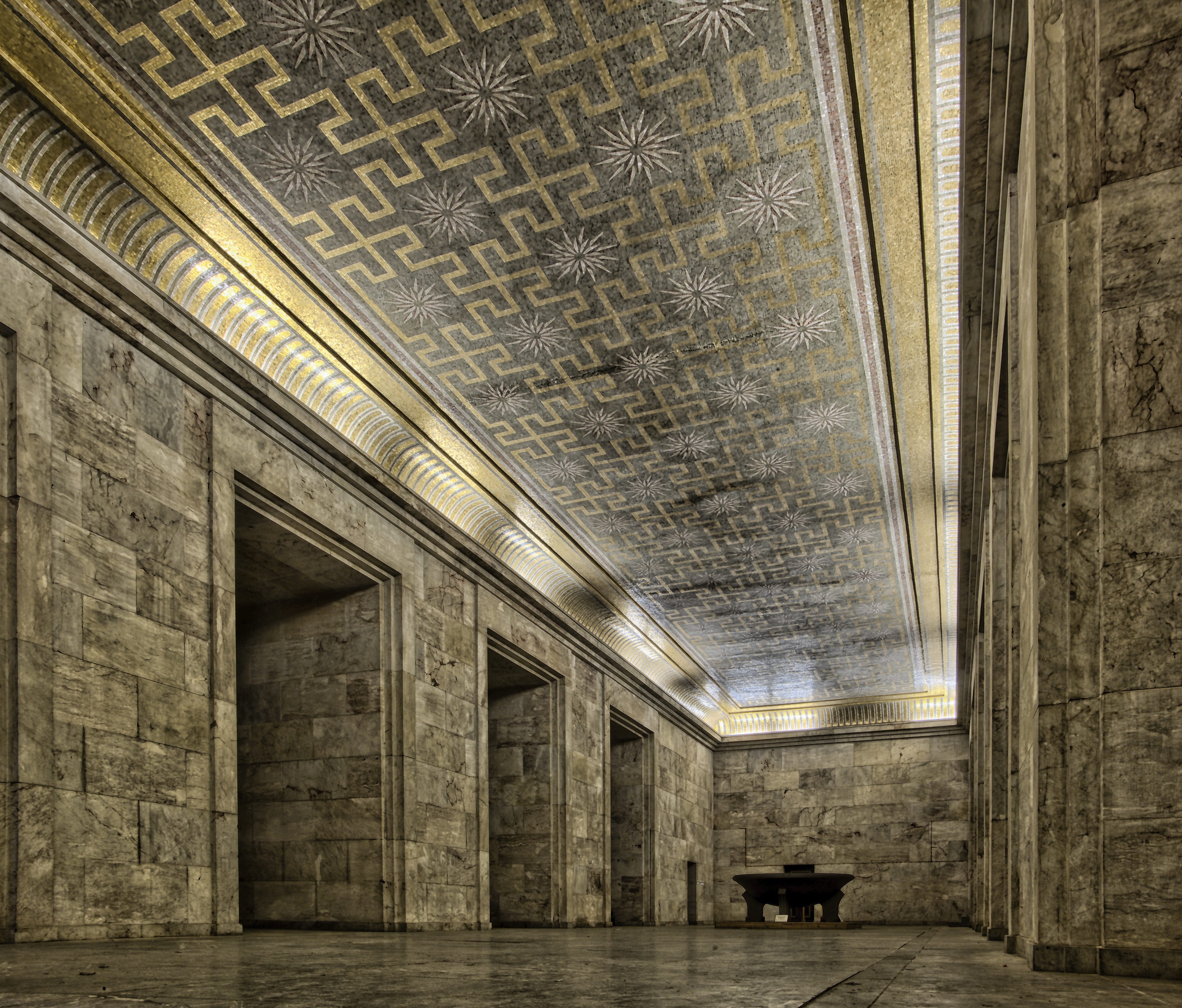
«»

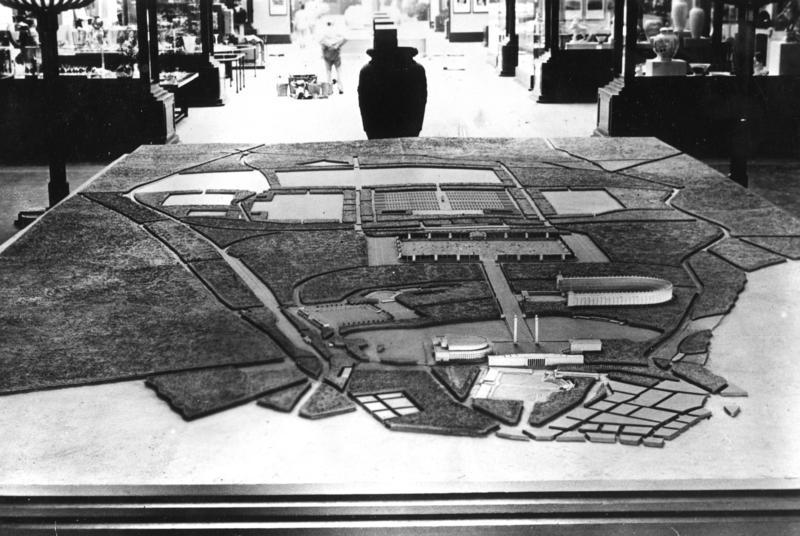
محل رژه

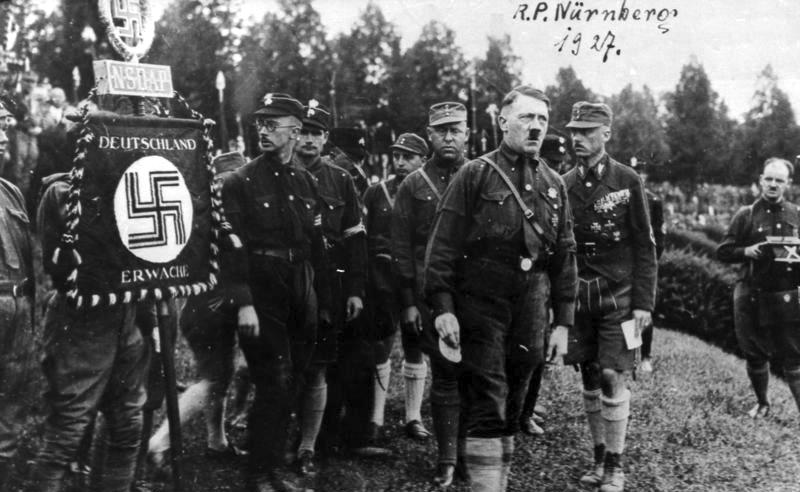
اولین کنگره حزب در نورنبرگ، ۱۹۲۷

محل کنگره حزب رایش (به آلمانی: Reichsparteitagsgelände) حدود ۱۱ کیلومتر را در جنوب غربی نورنبرگ، آلمان اشغال می‌کرد. شش رژه حزب ناسیونال سوسیالیست کارگران آلمان در آن بین ۱۹۳۳ تا ۱۹۳۸ برگزار شد.

## نگارخانه

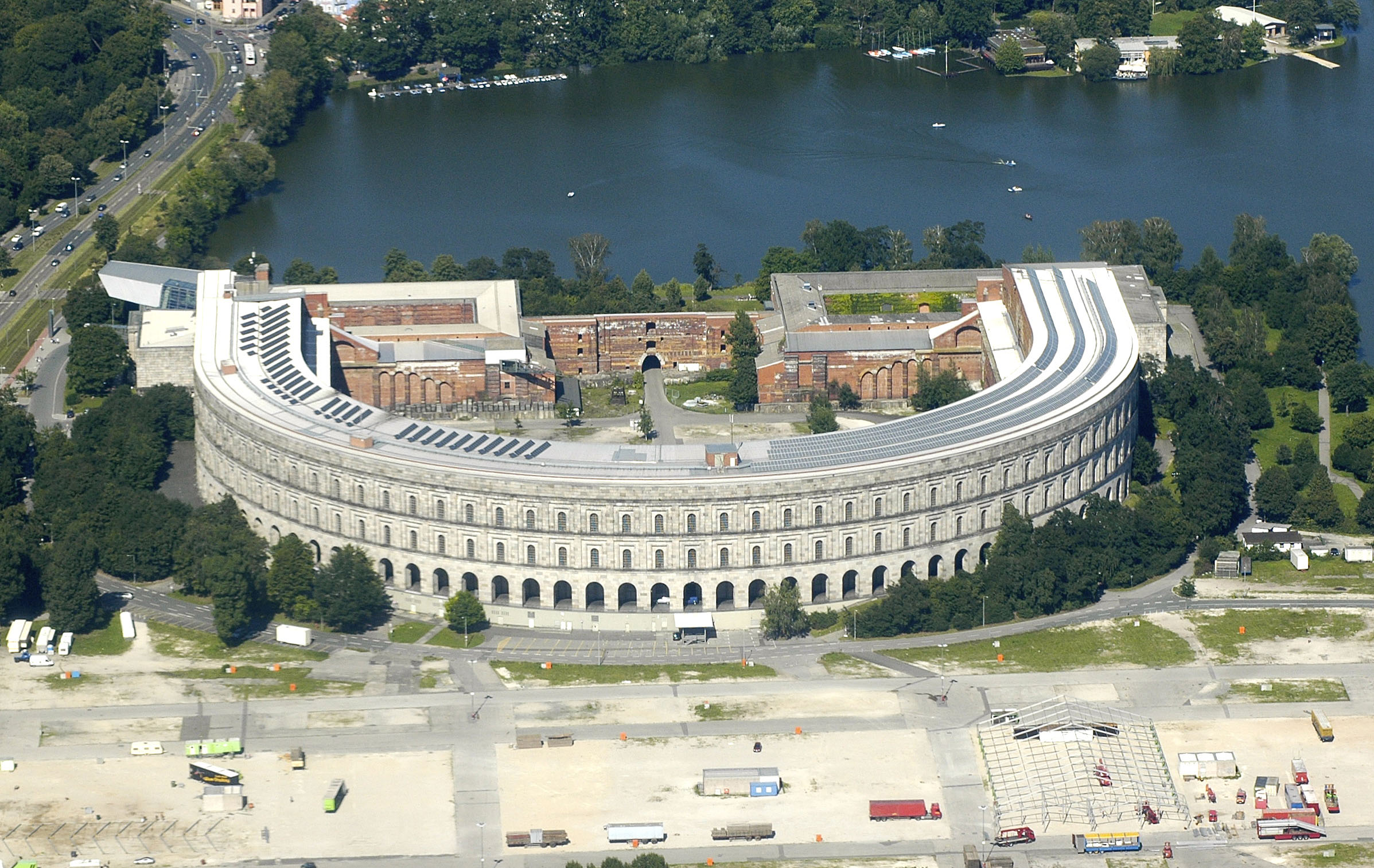
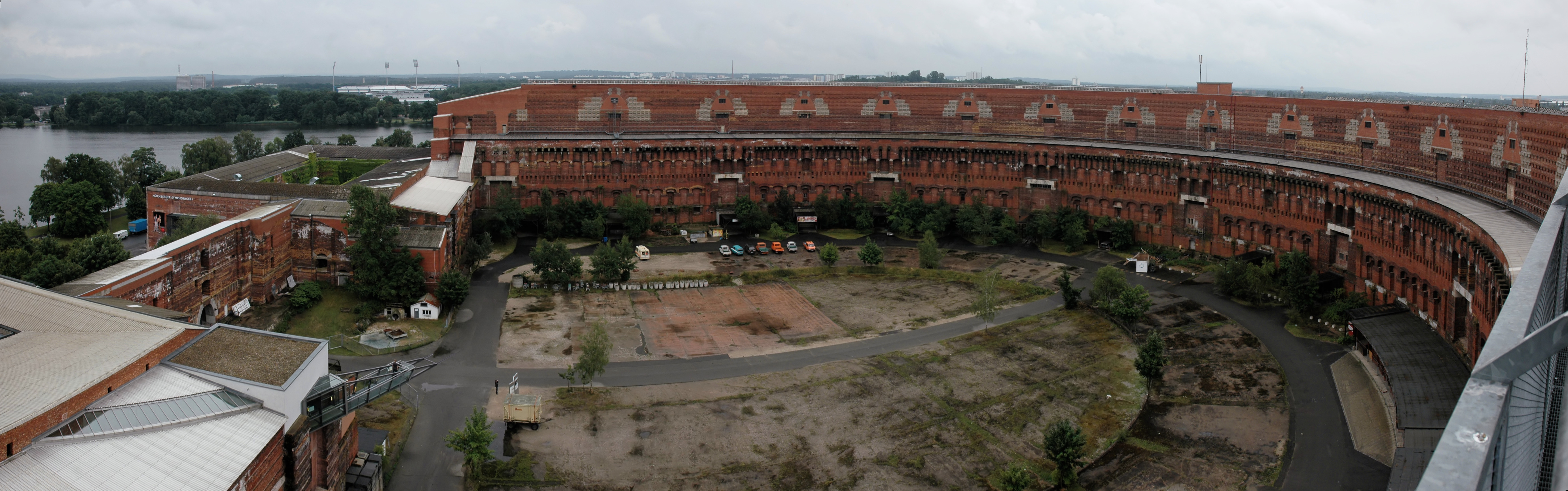
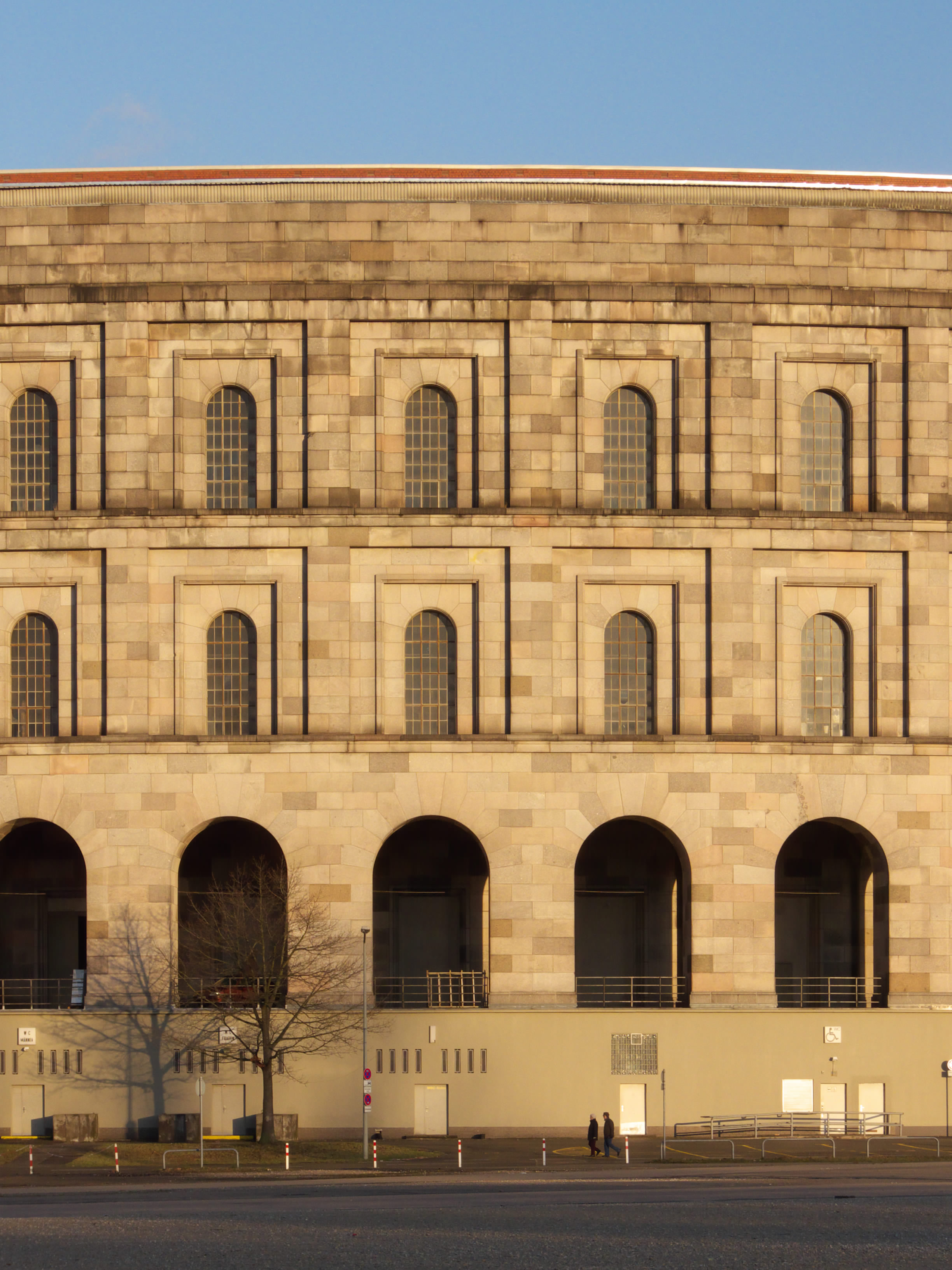
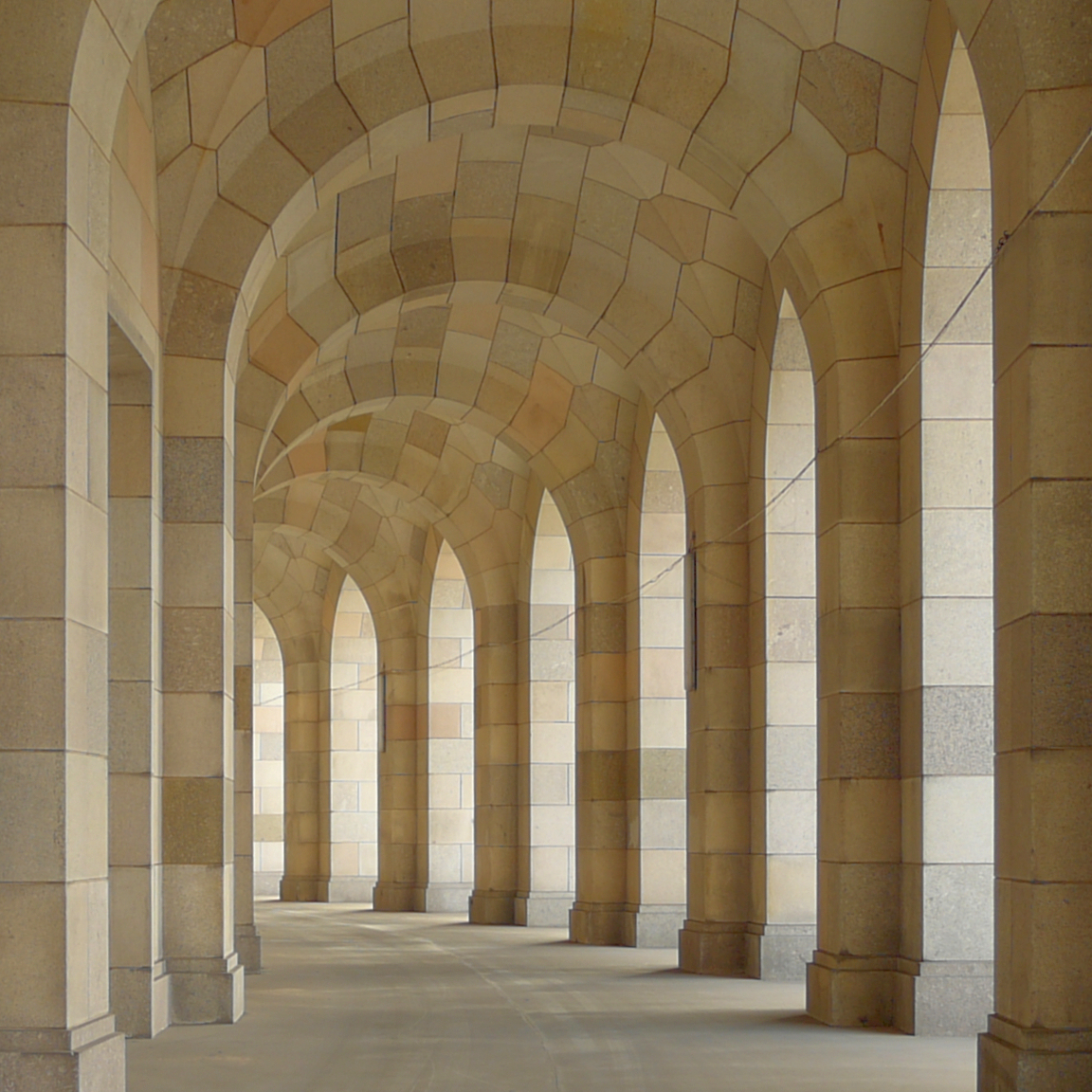
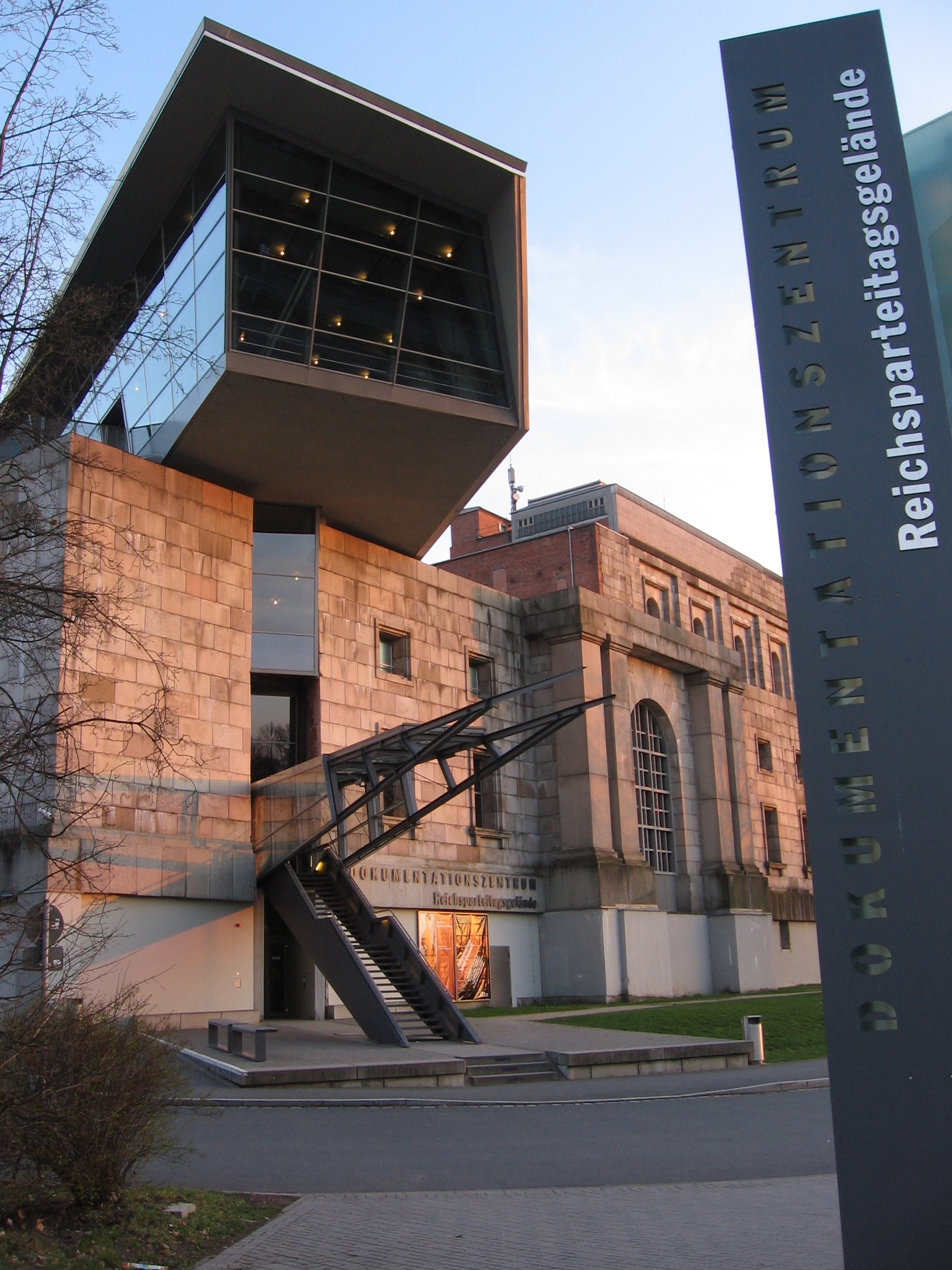
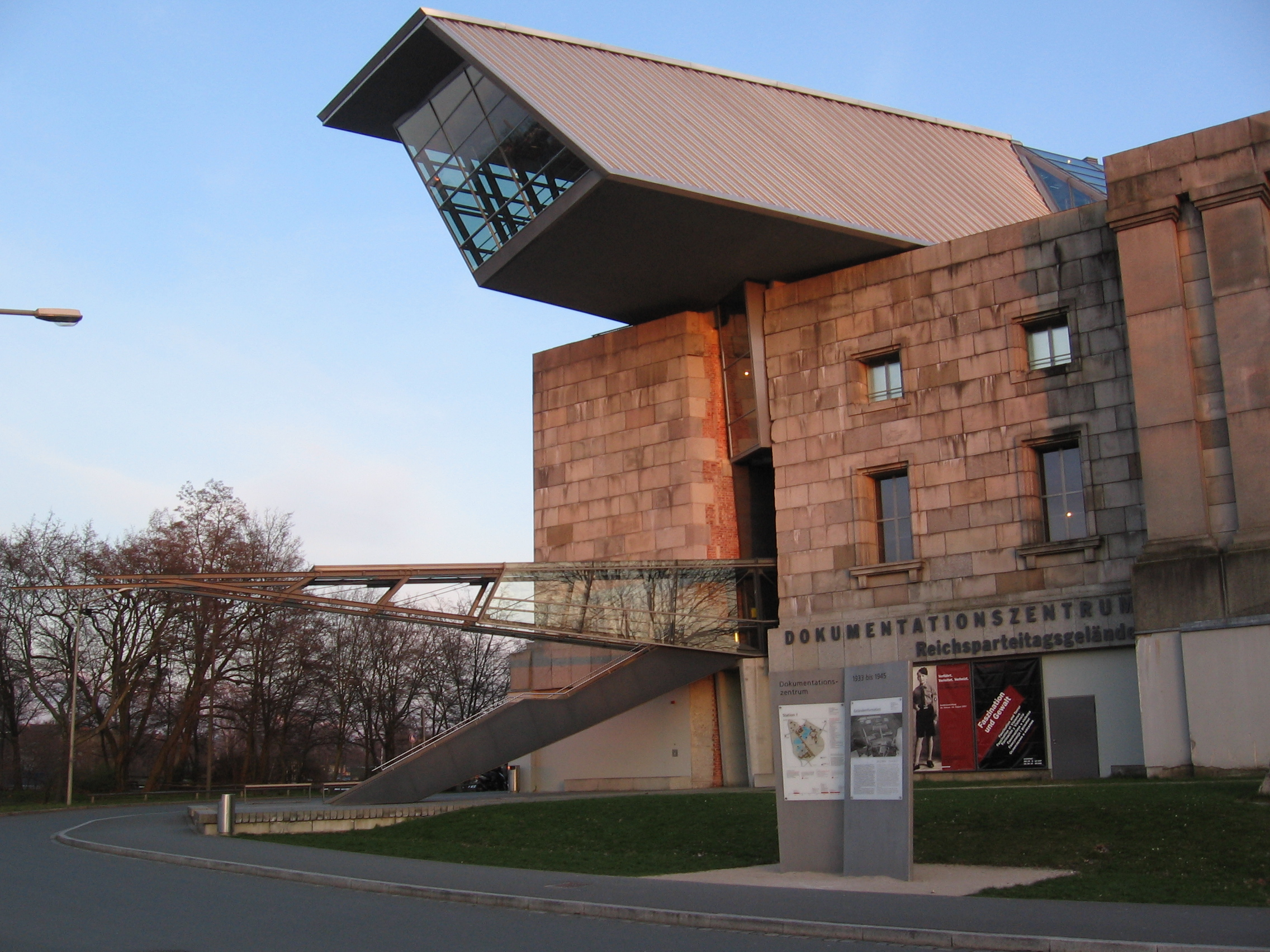